# Кронин, Хьюм
Хьюм Блейк Кронин, OC (англ. Hume Blake Cronyn; 18 июля 1911 — 15 июня 2003) — канадский актёр и сценарист, супруг актрисы Джессики Тэнди.

## Биография
Хьюм Кронин был одним из пяти детей в семье Хьюма Кронина старшего, бизнесмена и члена Палаты общин Канады, и Фрэнсис Амелии (в девичестве Лабатт), наследницы пивоваренной компании с одноимённым названием. Его дед по отцовской линии, Бенджамин Кронин, был священником англиканской церкви, а также первым епископом епархии Гурон, основавшим там одноимённый колледж, переросший со временем в Университет Западного Онтарио.
Его семья надеялась, что он пойдёт по семейным стопам и свяжет свою жизнь с политикой или юриспруденцией, но после окончания колледжа Хьюм Кронин заинтересовался театром и поступил в Американскую академию драматического искусства на курс к Максу Рейнхардту. В 1934 году Кронин дебютировал на Бродвее, добившись за короткий срок больших успехов.
В 1943 году актёр впервые появился на большом экране в детективе Альфреда Хичкока «Тень сомнения». Спустя год он вновь снялся у Хичкока в фильме «Спасательная шлюпка», а также работал над сценарием его картин «Верёвка» (1948) и «Под знаком Козерога» (1949).
В 1942 году, спустя шесть лет после развода с первой супругой, Хьюм Кронин женился на актрисе Джессике Тэнди, с которой в последующем появился во многих фильмах в кино и на телевидении. В 1944 году они вдвоём снялись в картине «Седьмой крест», за роль в котором Кронин был номинирован на премию «Оскар» как лучший актёр. В начале 1950-х годов Кронин и Тэнди играла вместе в серии радиопередач «Женитьба», которые должны были стать вскоре телевизионным шоу, но из-за выкидыша Джессики Тэнди от данного проекта отказались. Позже у них всё же родилось двое детей: Тэнди и Кристофер.
В 1964 году Хьюм Кронин стал обладателем премии «Тони» за роль Полония в постановке «Гамлет» с Ричардом Бёртоном в главной роли. В 1980-х годах супруги вместе появились в фильмах «Кокон», «Кокон: Возвращение» и «Батарейки не прилагаются». В 1988 году актёру был вручен орден Канады. В 1990 году был удостоен Национальной медали США в области искусств. В 1994 году Джессика Тэнди умерла от рака, а спустя два года Хьюм Кронин вновь женился, на британской писательнице Сьюзан Купер.
Хьюм Кронин умер от рака простаты в июне 2003 года в возрасте 91 года.

## Избранная фильмография
| Год  |    | Русское название               | Оригинальное название          | Роль                    |
| ---- | -- | ------------------------------ | ------------------------------ | ----------------------- |
| 1943 | ф  | Тень сомнения                  | Shadow of a Doubt              | Херби Хокинс            |
| 1943 | ф  | Призрак Оперы                  | Phantom of the Opera           | Жерар                   |
| 1944 | ф  | Спасательная шлюпка            | Lifeboat                       | Стэнли Гарретт          |
| 1944 | ф  | Седьмой крест                  | The Seventh Cross              | Пол Родер               |
| 1946 | ф  | Безумства Зигфелда             | Ziegfeld Follies               | Монти                   |
| 1946 | ф  | Почтальон всегда звонит дважды | The Postman Always Rings Twice | Артур Китс              |
| 1947 | ф  | Грубая сила                    | Brute Force                    | капитан Манси           |
| 1951 | ф  | Что скажут люди                | People Will Talk               | профессор Родни Элуэлл  |
| 1963 | ф  | Клеопатра                      | Cleopatra                      | Созиген Александрийский |
| 1970 | ф  | Жил-был обманщик               | There Was a Crooked Man...     | Дадли Уиннер            |
| 1974 | ф  | Заговор «Параллакс»            | The Parallax View              | Билл Ринтелс            |
| 1981 | ф  | Вся эта дребедень              | Rollover                       | Максвелл Эмери          |
| 1982 | ф  | Мир по Гарпу                   | The World According to Garp    | мистер Филдс            |
| 1985 | ф  | Миллионы Брюстера              | Brewster’s Millions            | Руперт Хорн             |
| 1985 | ф  | Кокон                          | Cocoon                         | Джо Финли               |
| 1987 | тф | Призрачный свет                | Foxfire                        | Гектор Нейшнс           |
| 1987 | ф  | Батарейки не прилагаются       | *batteries not included        | Фрэнк Райли             |
| 1988 | ф  | Кокон: Возвращение             | Cocoon: The Return             | Джо Финли               |
| 1989 | тф | Старые друзья                  | Age-Old Friends                | Джон Купер              |
| 1991 | тф | Рождество на соседней улице    | Christmas on Division Street   | Кливленд Мериуэтер      |
| 1992 | тф | Прогулка по Бродвею            | Broadway Bound                 | Бен                     |
| 1993 | тф | Танец с белой собакой          | To Dance with the White Dog    | Роберт Сэмюел Пик       |
| 1993 | ф  | Дело о пеликанах               | The Pelican Brief              | судья Розенберг         |
| 1996 | ф  | Комната Марвина                | Marvin’s Room                  | Марвин                  |
| 1997 | тф | 12 разгневанных мужчин         | 12 Angry Men                   | присяжный №9            |

## Награды и номинации
| Награда                        | Год  | Категория                                                                    | Название работы              | Результат |
| ------------------------------ | ---- | ---------------------------------------------------------------------------- | ---------------------------- | --------- |
| Оскар                          | 1945 | Лучшая мужская роль второго плана                                            | Седьмой крест                | Номинация |
| Золотой глобус                 | 1993 | Лучшая мужская роль второго плана в мини-сериале, телесериале или телефильме | Прогулка по Бродвею          | Номинация |
| Эмми                           | 1984 | Лучший сценарий мини-сериала, фильма или драматической программы             | Создатель кукол              | Номинация |
| Эмми                           | 1988 | Лучшая мужская роль в мини-сериале или телефильме                            | Призрачный свет              | Номинация |
| Эмми                           | 1990 | Лучшая мужская роль в мини-сериале или телефильме                            | Старые друзья                | Победа    |
| Эмми                           | 1992 | Лучшая мужская роль в мини-сериале или телефильме                            | Рождество на соседней улице  | Номинация |
| Эмми                           | 1992 | Лучшая мужская роль второго плана в мини-сериале или телефильме              | Прогулка по Бродвею          | Победа    |
| Эмми                           | 1994 | Лучшая мужская роль в мини-сериале или телефильме                            | Танец с белой собакой        | Победа    |
| Эмми                           | 1998 | Лучшая мужская роль второго плана в мини-сериале или телефильме              | 12 разгневанных мужчин       | Номинация |
| Премия Гильдии киноактёров США | 1997 | Лучший актёрский состав в игровом кино                                       | Комната Марвина              | Номинация |
| Сатурн                         | 1986 | Лучший киноактёр                                                             | Кокон                        | Номинация |
| Сатурн                         | 1990 | Лучший киноактёр                                                             | Кокон: Возвращение           | Номинация |
| Тони                           | 1961 | Лучшая мужская роль в пьесе                                                  | Большая рыба, маленькая рыба | Номинация |
| Тони                           | 1964 | Лучшая мужская роль второго плана в пьесе                                    | Гамлет                       | Победа    |
| Тони                           | 1967 | Лучшая мужская роль в пьесе                                                  | Неустойчивое равновесие      | Номинация |
| Тони                           | 1978 | Лучшая мужская роль в пьесе                                                  | Игра в джин                  | Номинация |
| Тони                           | 1986 | Лучшая мужская роль в пьесе                                                  | Петиция                      | Номинация |
| Тони                           | 1994 | За достижения жизни                                                          | н/д                          | Победа    |